# Абдулмуслимов, Абдулмуслим Мухудинович
Абдулмусли́м Мухуди́нович Абдулмусли́мов (род. 1 апреля 1962, село Гертма Казбековский район, Дагестанская АССР, РСФСР, СССР) — российский государственный и общественно-политический деятель. Председатель Правительства Республики Дагестан. Заслуженный юрист, заслуженный работник сельского хозяйства Республики Дагестан. Полковник полиции в отставке. Доктор сельскохозяйственных наук, старший научный сотрудник ФАНЦ РД.

## Биография
Родился 1 апреля 1960 года в селе Гертма Казбековского района Дагестанской АССР. По национальности —  аварец.

## Образование
В 1978 году окончил Среднюю общеобразовательную школу в родном с. Гертма Казбековского района.
В 1983 году окончил Московскую сельскохозяйственную академию им К. А. Тимирязева .
В 1990 году окончил Аспирантуру Дагестанского Научно-исследовательского института сельского хозяйства.
В 1990 году во Всесоюзном ордена Трудового Красного Знамени НИИ животноводства защитил диссертацию на соискание учёной степени кандидата сельскохозяйственных наук на тему: «Использование генетических маркеров при совершенствовании Кавказского бурого скота в Дагестане».
С 1990 по 1992 г.г. – научный сотрудник, старший научный сотрудник Дагестанского Научно-исследовательского института сельского хозяйства.
В 2001 году окончил Московскую государственную юридическую академию им О. Е. Кутафина по специальности «Юриспруденция».
В 2023 году в Российском государственном аграрном университете – МСХА им. К.А. Тимирязева защитил диссертацию на соискание учёной степени доктора сельскохозяйственных наук на тему «Селекционные методы и технологические приемы повышения продуктивности овец дагестанской горной породы».
Является старшим научным сотрудником Лаборатории овцеводства и козоводства Федерального аграрного научного центра Республики Дагестан.

## Трудовая деятельность
Трудовую деятельность начал в 1983 году зоотехником Межрайонного племенного предприятия в г. Хасавюрт.
В 1984 году перешёл в Совхоз села Анчик Ахвахского района на должность Главного зоотехника.
С 1992 по 1995 годы возглавлял Акционерное общество «Дельта».
С 1996 по 2003 г.г —  сотрудник Управления Федеральной службы налоговой полиции Российской Федерации по Республике Дагестан.
С 2003 по 2014 г.г —  сотрудник Министерства Внутренних дел Российской Федерации. Полковник полиции в отставке.
С 2014 по 2016 г.г —  начальник Управления общественной безопасности, противодействия коррупции и взаимодействия с правоохранительными органами Администрации г. Махачкалы.
В феврале 2016 года Указом Главы РД назначен Полномочным представителем Главы Республики Дагестан в горном территориальном округе.
В ноябре 2016 года назначен Секретарём Совета безопасности Республики Дагестан.
С марта по ноябрь 2018 года —  Министр сельского хозяйства и продовольствия РД.
Член Дагестанского регионального политсовета Всероссийской политической партии «Единая Россия».
С ноября 2018 по июль 2019 г.г —  Заместитель Председателя Правительства РД – министр сельского хозяйства и продовольствия РД.
С июля 2019 по февраль 2022 г.г —  Заместитель Председателя Правительства Республики Дагестан.
17 февраля 2022 года назначен Исполняющим обязанности Председателя Правительства Республики Дагестан.
18 февраля 2022 года кандидатура Абдулмуслима Абдулмуслимова официально внесена Главой Республики Дагестан Сергеем Меликовым в Народное Собрание Республики Дагестан для согласования на должность Председателя Правительства РД.
22 февраля 2022 года Народное Собрание Республики Дагестан поддержало кандидатуру Абдулмуслима Абдулмуслимова.
За него проголосовали 80 депутатов из 80 присутствующих. В тот же день Глава РД Сергей Меликов подписал Указ о назначении Абдулмуслимова А. М. Председателем Правительства Республики Дагестан.

## Семья
Женат, имеет троих детей.

## Награды и звания
- Благодарственное письмо Президента Российской Федерации (14 июня 2024)
- Орден Дружбы (4 сентября 2023) — за достигнутые трудовые успехи и многолетнюю добросовестную работу[9]
- Заслуженный работник сельского хозяйства Республики Дагестан (8 июня 2023) —  за значительный вклад в развитие сельского хозяйства и сельских территорий Республики Дагестан[10]
- Ведомственные медали МВД России
- Орден «За заслуги перед Республикой Дагестан»
- Орден Почёта Республики Дагестан II степени (2025)[11]
- Медаль «За проявленное мужество» (12 сентября 2024) — за содействие в укреплении государственной безопасности, мужество, отвагу и самоотверженность, проявленные при защите территории Республики Дагестан от международных бандформирований в 1999 году[12]
- Заслуженный юрист Республики Дагестан
- Почётная грамота МВД Российской Федерации
- Почётная грамота МВД по Республике Дагестан
- Почётная грамота ГУЭБиПК МВД Российской Федерации
- Золотая медаль «За вклад в развитие агропромышленного комплекса России»
- Почётный гражданин МР «Сулейман-Стальский район» РД